# 泉ノ波あみ
泉ノ波 あみ（いのは あみ、2001年3月1日 - ）は、日本のシンガー、ダンサー、女優、TikToker、YouTuber、インフルエンサー。Jewel（旧J☆Dee'Z）の元メンバー。兵庫県出身。Showtitle所属ののちフリーランスを経て、2024年よりソニー・ミュージックレーベルズ所属。八雲学園高等学校卒業。

## 人物
- 身長は、158センチメートル[1]。
- 血液型は、A型[1]。
- 趣味は、漫画を読むこと、アニメ鑑賞[1]。
- 特技は、ヘアアレンジ、裁縫、Y字バランスなどの柔軟[1]。

## 出演
※主演作品は役名を太字で表記する。

### テレビドラマ
- 増山超能力師事務所 第3話（2017年1月19日、読売テレビ・日本テレビ系） - 斎木里美 役
- 恋です！〜ヤンキー君と白杖ガール〜 第2話（2021年10月13日、日本テレビ系） - バスに乗っている女子高生 役
- 正直不動産（2022年4月5日 - 6月7日、NHK総合） - 棚橋恵美 役
- 星新一の不思議な不思議な短編ドラマ 「買収に応じます」（2022年8月2日、NHK BS4K・NHK BSプレミアム)
- デブとラブと過ちと！（2022年11月12日 - 12月26日、TOKYO MX・BSフジ） - 夢子の同僚 役

### 配信ドラマ
- ショートプログラム 第7話（2022年3月6日、Amazon Prime Video） - 茜 役

### 映画
- ハーベスト！（2016年10月14日） - 主演・あゆみ 役[7]
- 最高の仕打ち（2016年10月14日） - 緒方あゆみ 役[8]
- 十六夜の月子（2021年2月14日）[9]

### 舞台
- Showtitle舞台第一弾『ミラクリ[10]』（2016年5月13日 - 15日、新宿・シアターブラッツ） - ジェイディーズのメンバーとして
- Showtitle舞台第二弾『グリムド[11]』（2016年7月26日 - 29日、新宿シアターモリエール） - ジェイディーズのメンバーとして
- 宮下貴浩×私オムプロデュース10周年記念作品『あれから[12]』（2021年10月31日 - 11月7日、新宿・シアターサンモール）

### ミュージックビデオ
- noovy「lily」[13]（2016年12月16日）[14]
- 黒猫チェルシー「海沿いの街」[15]（2017年2月22日）[16]
- Lefty Hand Cream「yeah yeah yeah」[17]（2017年11月15日）
- Lefty Hand Cream「痛いよ」[18]（2018年10月17日）
- Lefty Hand Cream「新宝島」[19]（2018年10月17日）
- Lefty Hand Cream「DON‘T WORRY BE HAPPY」[20]（2018年10月17日）
- Breathing Booost「愛されたい愛したい」[21]（2019年4月3日）[22]

### テレビバラエティ
- カナフルTV（2024年4月7日 - 、tvk） - リポーター[23]

### 配信バラエティ
- 板尾イズム 第6話（2021年10月6日、LINE NEWS VISION）
- 板尾イズム2 退席する男 第2話 - 第4話（2022年7月15日 - 8月5日、LINE NEWS VISION）

### ラジオ
- Tresen 火曜日担当（2023年4月4日 - 、FMヨコハマ）
- CATCH OF SUMMER（2024年7月25日・8月22日、FMヨコハマ） - 日替わりDJ

### イベント
- ポップアップショップイベント「渋谷109 × あみです、どうも。[24]」（2023年3月4日 - 5日、渋谷109）[25]
- ポップアップショップイベント「あべのキューズモール × あみです、どうも。[26]」（2023年5月6日 - 7日、あべのキューズモール）[27]
- FMヨコハマ サテライトスタジオイベント（2023年 - 、大磯ロングビーチ） - MC、不定期

### 音楽ライブ
- 泉ノ波あみ 1st LIVE「あみです、どうも。」vol.1（2024年9月27日、TOKIO TOKYO）

### エッセイ
Web連載
- 泉ノ波あみです、どうも！（2024年6月25日 - 、UMATO）[2]

## ディスコグラフィ
配信シングル
2021年
- ちぐはぐ（8月26日、ソニー・ミュージックレーベルズ、SRXX04099B00Z）
- ちぐはぐ -SHOW Remix-（9月15日、ソニー・ミュージックレーベルズ、SRXX04113B00Z）
- ちぐはぐ -Chroma Remix-（10月20日、ソニー・ミュージックレーベルズ、SRXX04157B00Z）

2022年
- DEYO (feat. meiyo)（8月24日、ソニー・ミュージックレーベルズ、SRXX04431B00Z）
- 手が好き（10月19日、ソニー・ミュージックレーベルズ、SRXX04485B00Z）

2023年
- 遺伝子DANCE（リズムダンスふれあい ver.）（7月5日、ソニー・ミュージックレーベルズ、SRXX04694B00Z） - 第11回全国小・中学校リズムダンスふれあいコンクール 規定曲
- 遺伝子DANCE（10月18日、ソニー・ミュージックレーベルズ、SRXX04788B00Z）

2024年
- 夏恋（feat. 五十嵐ハル）（7月10日、ソニー・ミュージックレーベルズ、SRXX05021B00Z）
- にゃんにゃんぐっど♡せんきゅ（9月25日、ソニー・ミュージックレーベルズ、SRXX05087B00Z）